# Cremignane
Cremignane (Crimignàne in dialetto bresciano) è una piccola frazione del Comune di Iseo situata su una collina distante circa tre km in direzione Sud-Ovest.
Tale collina è un raro esempio di un antichissimo conglomerato d'origine fluviale solcato e lisciato dal ghiacciaio dell'era quaternaria.

## Storia
Il nome Cremignane deriva forse da Grémegn o greben, cioè luogo molto umido o terra arida e sterile. Il toponimo lascia intuire come la zona dovesse essere boscosa e acquitrinosa, tanto da essere considerata nel Medioevo una riserva di caccia e di pesca. Nell'alto Medioevo era abitato da una piccola comunità e un documento del 790 ricorda il nome di un monaco ribelle, Ardosino, specificandone la provenienza da Cremignane.
Nel secolo XI i cluniacensi stabilirono qui un priorato che era sotto le dirette dipendenze del papato.
Dal punto di vista ecclesiastico però dipendeva ancora dalla Pieve di Iseo, la quale vi inviava sacerdoti officianti. Con il declino del priorato, nel XII secolo, i beni della chiesa passarono alla Pieve di Iseo e poi inglobati nelle proprietà della famiglia Coradelli che edificò accanto alla chiesa un castello, del quale non rimane alcuna traccia. 

## Monumenti e luoghi d'interesse

### Edifici religiosi
La chiesa è anche detta S. Pietro della Lama per la vicinanza delle torbiere e degli acquitrini che lambivano il paese. Inizialmente l'edificio religioso consisteva in una piccola cappella edificata, secondo padre Fulgenzio Rinaldi, autore nel 1685 del "Monimenti Historiali dell'antico e nobile castello di Iseo", negli stessi anni della costruzione di S.Andrea di Iseo (inizi VI secolo).
Un edificio di culto di dimensioni probabilmente più consistenti venne edificato fra il XV e il XVI secolo.
Fra il 1584 e il 1627 la chiesa assunse la funzione di cimitero per gli abitanti del borgo.
L'attuale chiese venne riedificata, come ricorda una lapide, nel 1750 su un'area della Pieve di Iseo.
L'unico altare conserva una pala datata 1729 e firmata da Antonio Paglia raffigurante una "Madonna col Bambino e S. Pietro". La chiesa venne adornata nel XIX secolo con stucchi e affreschi di Teosa (l'"Assunta" della cupola del presbitero) e Santo Cattaneo ("Santi Andrea Apostolo, Giovanni Battista, Francesco d'Assisi, Giacomo Apostolo" nei peducci della suddetta volta). Fu ampliata agli inizi del XX secolo e la decorazione venne continuata dal bergamasco Pietro Servalli allievo del Loverini con l'affresco "La pesca miracolosa" nella cupola della navata. La decorazione è stata completata nel 1945 da Pietro Munzio Compagnoni e figlio.
La consacrazione dell'edificio è avvenuta nel 1963.